# Kraal (vee)

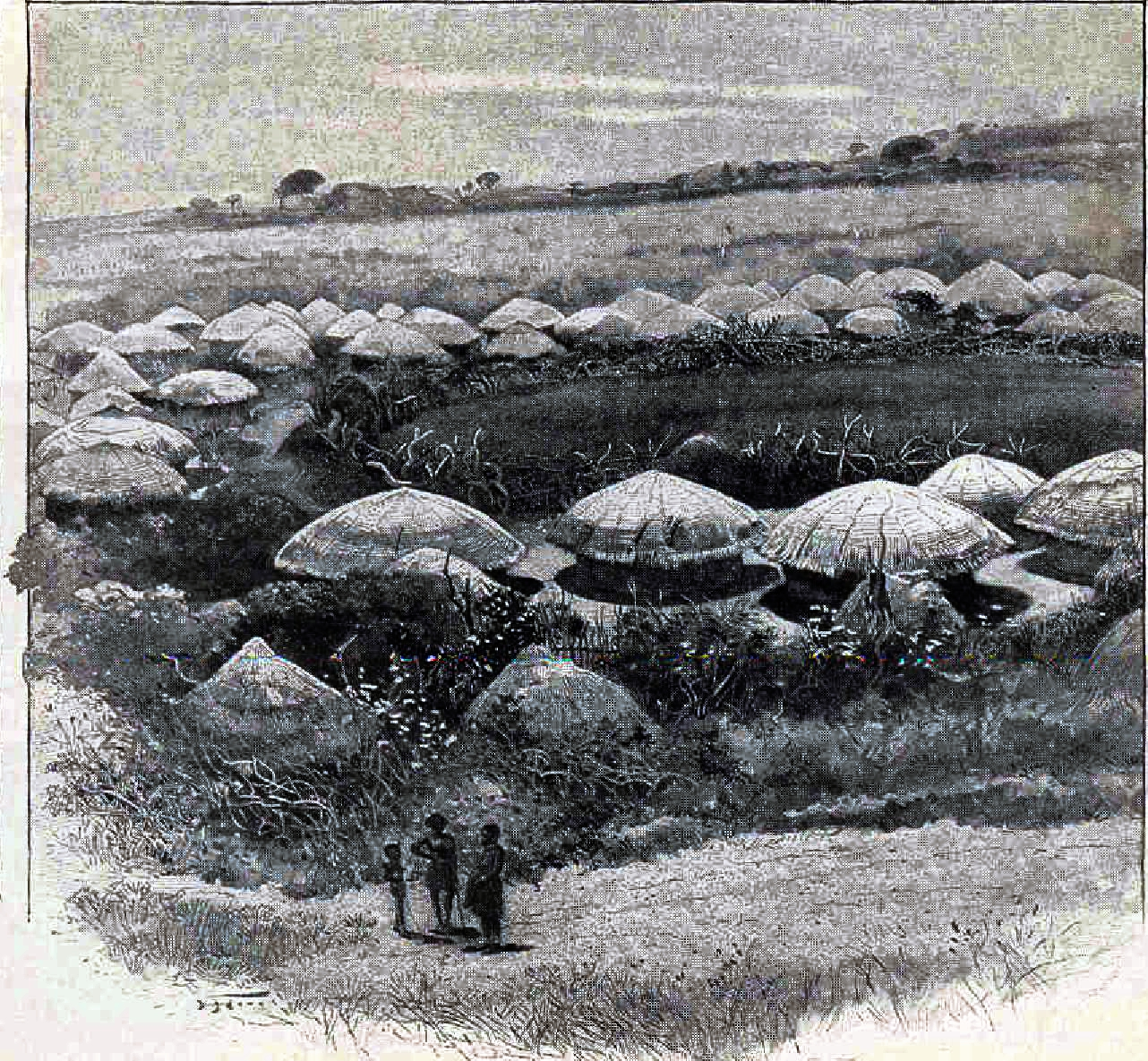
Op deze illustratie zijn beide definities van kraal te zien: een omheinde ruimte voor vee midden in een inheems Afrikaans gehucht.

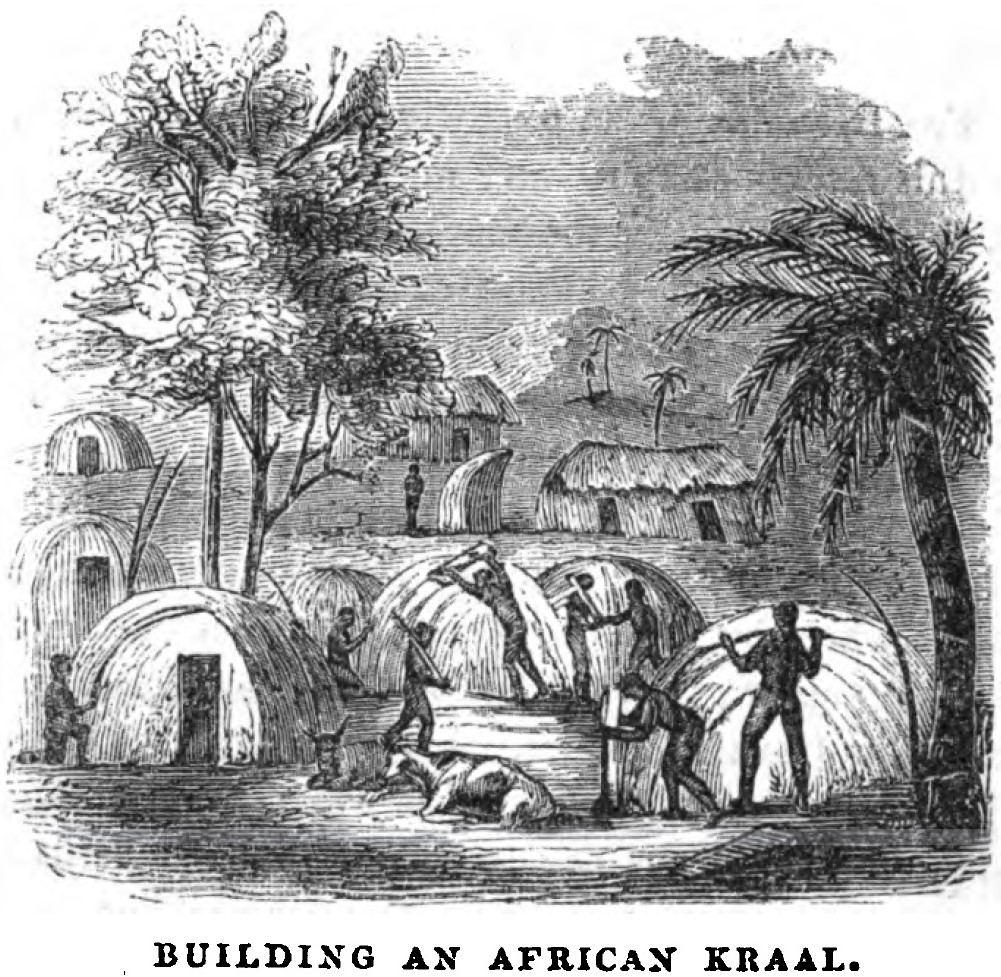
Building an African Kraal (July 1853, X, p.78)

Kraal is een omheinde ruimte waarin vee wordt gehouden, maar ook een Afrikaans gehucht.
De term is afgeleid van het Portugese curral (stal) dat in de zeventiende eeuw is vernederlandst naar kraal. Het woord is sindsdien in veel andere talen overgenomen.